# Pero Pérez de Tarazona
Pero Pérez de Tarazona (1225-1251) va ser un cavaller del llinatge aragonès dels Tarazona.

## Orígens familiars
Germà d'Eximén Pérez de Tarazona, després Eximén Pérez d'Arenós

## Matrimoni i descendents
Desconegut. Fills:
- Pero II Pérez de Tarazona
- Rodrigo Pérez de Tarazona

## Biografia
Fou Justícia d'Aragó del 1208 al 1235, participant en el Setge de Borriana el 1235.